# Ostia Antica
Ostia Antica je veliko arheološko najdišče blizu sodobne Ostie, predmestja Rima, in je služila kot pristaniško mesto antičnega Rima, ki leži oddaljen približno 30 kilometrov proti severovzhodu. Ime »Ostia« (mn. ostium) je izpeljava iz latinske besede os za 'usta'. Ostia je ležala ob izlivu reke Tibere in je služila kot rimsko pristanišče, vendar danes zaradi zamuljevanja zdaj leži okrog 3 km od morja. Arheološko območje ima odlično ohranjene antične stavbe, pa tudi njihov nekdanji okras freske in mozaike.

## Zgodovina

### Poreklo
Ostia je bila morda prva colonija Rima. Po pisanju rimskih analistov (»legendarna zgodovina«) je Ank Marcij, četrti kralj Rima, najprej uničil starodavno mesto Ficana, ki je ležalo le 17 kilometrov stran od Rima in je imelo majhno pristanišče na Tiberi, nato pa ustanovil novo kolonijo še 10 km naprej proti zahodu in bližje morski obali. Najde napis se zdi, da potrjuje ustanovitev castrum Ostia že v 7. stoletju pred našim štetjem. Najstarejši doslej odkriti arheološki ostanki segajo v 4. stoletje pred našim štetjem. Najstarejši objekti danes vidni so iz 3. stoletja pred našim štetjem - med njimi so ostanki Castruma (vojaški tabor); malenkost kasnejši je Capitolium (tempelj Kapitolske triade Jupitra, Junone in Minerve). Zidovi opus quadratum prvotnega castruma v Ostii prinašajo pomembne podatke o gradbenih tehnikah, ki so jo uporabljali Rimljani pri gradnji v obdobju Srednje republike.

### Ropanje piratov
Leta 68 pred našim štetjem so mesto napadli pirati. Pristanišče so zažgali, vojna flota je bila uničena, dva ugledna senatorja sta bila ugrabljena. Ta napad je povzročil takšno paniko v Rimu, da je Pompej Veliki (Pompeius Magnus) poskrbel za vzpon tribuna Aulus Gabinius v rimski forum in predlagal zakon Lex Gabinia, da bi Pompej zbral vojsko in uničil pirate. V letu dni so bili pirati poraženi.
Mesto je bilo nato ponovno zgrajeno in opremljeno z obrambnimi zidovi, ki jih je zgradil državnik in govornik Mark Tulij Cicero (Marcus Tullius Cicero).

### Imperialna Ostia
Mesto se je v prvem stoletju našega štetja pod vplivom Tiberija še naprej razvijalo. Odredil je gradnjo prvega mestnega foruma. Mesto je kmalu dobilo novo pristanišče na severnem ustju Tibere. Novo pristanišče, ki se je presenetljivo imenovalo Portus, iz latinske besede za 'pristanišče', je bilo izkopano iz zemlje po ukazu cesarja Klavdija. To pristanišče je postalo zamuljeno in so ga morali kasneje dopolniti s pristaniščem, ki ga je Trajan zgradil do leta  113; imelo je šesterokotno obliko, da bi zmanjšali erozijske sile valov. Ostia je imela vso infrastrukturo mesta v tedanjem času; predvsem je bil znan svetilnik. Imela je sinagogo, najstarejšo ugotovljeno sinagogo v Evropi. Ko je bila izkopana v 1960-1961, je povzročila precejšnje razburjenje. Do leta 1954 so odkrili osemnajst mitrejev. Mitraizem je bil najbolj razširjen med delovno aktivnim prebivalstvom. Arheologi so odkrili tudi javna stranišča (latrinas), organiziranih za skupno uporabo kot vrsta sedežev, ki so omogočali tudi funkcijo druženja. Poleg tega je imela Ostia veliko gledališče, številne javna kopališča, številna prenočišča in gostilne in gasilsko službo
Trajan je zahteval razširitev pomorskih območjih in odredil gradnjo drugega pristanišča, spet obrnjenega proti severu. Na relativno kratki razdalji je bilo tudi pristanišče Civitavecchia (Centum Cellae), tako da je imel Rim veliko število pristanišč. Najbolj pomembno je ostalo Portus.

### Pozno Romanska in sub Romanska Ostia
Ostia je imela v 2. stoletju že 50.000 prebivalcev, največ, približno 100.000 prebivalcev pa je imela v 2. in 3. stoletju našega štetja. Ostia je postala sedež škofa že v 3. stoletju. Bazilika (titulus) Santa Aurea se nahaja na grobišču sv. Monice, matere Avguština; Umrla je v gostilni v mestu. V tem času je bila pomorska dejavnosti osredotočena na Portus. V poznem rimskem obdobju okoli časa Konstantina I. se je počasi začelo nazadovanje, mesto je prenehalo biti dejavno pristanišče in namesto tega postalo priljubljeno zatočišče za bogato aristokracijo iz Rima. 
Poet Rutilius Claudius Namatianus je poročal tudi o pomanjkanju vzdrževanja mesta v letu 414. 
S koncem rimskega cesarstva je Ostia počasi razpadla in na koncu bila opuščena v 9. stoletju zaradi ponavljajočih se vdorov in pustošenj arabskih piratov, vključno z bitko za Ostio, pomorsko bitko leta 849 med kristjani in Saraceni.

### Zaton in izkopavanja
Lokalno plenjenje je bilo opravljeno od baročnih arhitektov, ki so uporabljali ostanke kot neke vrste skladišče marmorja za palače ko so gradili v Rimu. Kmalu pa so prišli tuji raziskovalci v iskanju starodavnih kipov in predmetov. Svoje raziskave je začel organizirati tudi Papež Pij VII.; pod Mussolinijem, med letoma  1938-1942, so se izvajala obsežna izkopavanja, v katerih so našli več ostankov, zlasti iz republikanskega obdobja. Prva obsežna uradna serija Scavi di Ostia se je pojavila leta 1954; Italo Gismondi je izdelal topografijo mesta, po premoru se raziskave nadaljujejo še danes. Nedotaknjene površine, ki mejijo na prvotna izkopavanja, še vedno čakajo natančnejše raziskave. V letih 1966-1970 in 1974-1975 so skrbno izkopali mozaik v apodyteriumu, imenovan »Plavalec pri kopanju«, deloma kot podlago za usposabljanje mladih arheologov, deloma pa so vzpostavili laboratorij za razumevanje najdb kot učni pripomoček. Ocenjeno je bilo, da so odkrili dve tretjini starodavnega mesta. Leta 2014 so z geofizikalnimi raziskavami z uporabo magnetometrije, med drugimi tehnikami, razkrili obstoj vezne steno na severni strani Tibere, ki obdaja neizkopano območje mesta, ki vsebuje tri velike skladišča.

## Slike
- Notranjost gledališča.
- Ostanki stanovanjskega bloka iz začetka 2. stoletja našega štetja v bližini centra mesta
- Tla iz mozaika v kopališču, 2. st.
- Skladišče vzdolž Tibere
- Kip naslonjenega Attisa v svetišču.
- Via Delle Tombe